# Glinna Góra (Pagóry Jaworznickie)
Glinna Góra – wzgórze o wysokości 311 m n.p.m. Znajduje się w Jaworznie w dzielnicy Bory.